# Antonella Estévez
Pour les articles homonymes, voir Estévez.
Antonella Estévez, née en 1978, est journaliste et historienne du cinéma chilienne. Elle est spécialisée sur le cinéma chilien et les films de femmes.

## Biographie
Antonella Estévez Baez Baeza obtient un bachelor or Arts en sciences humaines et un master of Arts maîtrise en histoire de l'art de l'Université du Chili. Elle complète sa formation par un doctorat en études de genre à l'Université de Buenos Aires. Ses travaux de recherche portent sur les films de femmes.
À partir de 2001, elle est journaliste radio sur Radio Universidad de Chile. Elle anime plusieurs émissions culturelles. Elle réalise une série télévisée Historias del Cine Chileno sur le cinéma chilien à partir des cinéastes.
Depuis 2008, elle enseigne l'histoire du cinéma, le genre et la représentation à l'Université du Chili.
En 2010, elle fonde le festival Femcine. Le festival a pour vocation de découvrir et soutenir le travail des femmes cinéastes et de diffuser des films traitant des questions de genre.
En 2011, elle crée avec Marcelo Morales l'Encyclopedia of Cinema Chileno www.cinechile.cl principale source d'information sur le cinéma chilien. Cette encyclopédie a pour objectif de recenser tous les films réalisés au Chili depuis 1897, le début du cinéma.
En 2022, Antonella Estévez est nommée présidente de la Fondation Centro Culturelle La Moneda qui gère la cinémathèque nationale du Chili.

## Publications
- Luz, Cámara, Transición. El rollo del cine chileno de 1993 al 2003, Ediciones Radio Universidad de Chile, 2005, 271p[8]
- Una gramática de la melancolía cinematográfica. La modernidad y el no duelo en cierto cine chileno, Ediciones Radio Universidad de Chile, 2017[9]
- ¿Porqué filmamos lo que filmamos? Diálogos en torno al cine chileno (2006- 2016), La pollera ediciones, 2020[10]
- ¿Por qué filmamos lo que filmamos? Diálogos en torno a la mujer en el cine chileno, La pollera ediciones, 2020